# Флейшман в беде
«Флейшман в беде» (англ. Fleishman Is in Trouble) — американский драматический мини-сериал, созданный Тэффи Бродессер-Акнер на основе её одноимённого романа 2019 года. Премьера сериала состоялась 17 ноября 2022 года на сервисе Hulu.

## Сюжет
Тоби Флейшман, недавно разведённый сорокасемилетний мужчина, погружается в мир знакомств с помощью приложений. Но когда у него появляются первые успехи, которых у него не было в юности, его бывшая жена Рейчел бесследно исчезает, оставляя его с детьми. Пока он балансирует между заботой о детях, повышением в больнице, где он работает, и всеми женщинами Манхэттена, он понимает, что никогда не сможет выяснить, что произошло с его женой, пока не станет более честным в отношении того, что случилось с их браком на самом деле.

## В ролях
- Джесси Айзенберг — Тоби Флейшман
- Клэр Дэйнс — Рейчел Флейшман
- Лиззи Каплан — Либби Эпштейн
- Адам Броди — Сет Моррис
- Меара Махони Гросс — Ханна Флейшман
- Максим Суинтон — Солли Флейшман
- Майкл Гэстон — доктор Бартак
- Кристиан Слейтер — Арчер Сильван
- Джош Рэднор — Адам Эпштейн

## Эпизоды
| № | Название                                            | Режиссёр                              | Автор сценария        | Дата премьеры   |
| --- | --------------------------------------------------- | ------------------------------------- | --------------------- | --------------- |
| 1 | «Вызовите ваших свидетелей» «Summon Your Witnesses» | Валери Фарис, Джонатан Дэйтон         | Тэффи Бродессер-Акнер | 17 ноября 2022  |
| Тоби Флейшман, врач из Нью-Йорка, после недавнего развода с женой Рейчел зарегистрировался в приложении для знакомств и начал часто заниматься случайным сексом. По совету своего психотерапевта он воссоединяется со своими старыми друзьями Либби и Сетом, которых он не видел с первых лет брака. Рэйчел оставляет их детей, Ханну и Солли, в его квартире на день раньше, вынуждая его оставить их с няней, пока он ходит на свидание с Тесс. На следующий день Рэйчел опаздывает за детьми и подругой Ханны и не отвечает на звонки Тоби, а Тесс приезжает, чтобы снова встретится с Тоби, но, видит его детей и уходит. Либби, счастливая в браке, понимает, что завидует Тоби, заново открывшему себя после расставания. |                                                     |                                       |                       |                 |
| 2 | «Welcome to Paniquil»                               | Элис Ву                               | Тэффи Бродессер-Акнер | 17 ноября 2022  |
| 3 | «Free Pass»                                         | Валери Фарис, Джонатан Дэйтон         | Майкл Голдбах         | 24 ноября 2022  |
| 4 | «God, What an Idiot He Was!»                        | Шари Спрингер Берман, Роберт Пульчини | Тэффи Бродессер-Акнер | 1 декабря 2022  |
| 5 | «Vantablack»                                        | Шари Спрингер Берман, Роберт Пульчини | Тэффи Бродессер-Акнер | 8 декабря 2022  |
| 6 | «This Is My Enjoyment»                              | Шари Спрингер Берман, Роберт Пульчини | Тэффи Бродессер-Акнер | 15 декабря 2022 |
| 7 | «Me-Time»                                           | Валери Фарис, Джонатан Дэйтон         | Тэффи Бродессер-Акнер | 22 декабря 2022 |
| 8 | «The Liver»                                         | Шари Спрингер Берман, Роберт Пульчини | Тэффи Бродессер-Акнер | 29 декабря 2022 |

## Производство
12 сентября 2019 года стало известно, что ABC Signature приобрела права на роман «Флейшман в беде», и проект будет разрабатываться для FX. Тэффи Бродессер-Акнер, автор оригинального романа, была назначена автором экранизации, а также исполнительным продюсером проекта вместе с Сюзанной Грант, Карлом Беверли и Сарой Тимберман. 11 марта 2021 года было объявлено, что проект станет мини-сериалом из девяти эпизодов, премьера которого состоится исключительно на Hulu.
13 августа 2021 года стало известно, что режиссёрский дуэт «Маленькой мисс Счастье» Валери Фарис и Джонатан Дэйтон станут режиссёрами нескольких эпизодов сериала.
Сериал был выпущен 17 ноября 2022 года, первые два эпизода были доступны сразу, а остальные выходили еженедельно.
В ноябре 2021 года Лиззи Каплан и Джесси Айзенберг присоединились к актёрскому составу сериала, получив главные роли. В январе 2022 года Клэр Дэйнс и Адам Броуди присоединились к актёрскому составу. В апреле 2022 года Кристиан Слейтер и Джош Рэднор присоединились к актёрскому составу.
Съёмки начались в феврале 2022 года в Нью-Йорке.

## Критика
На сайте Rotten Tomatoes фильм имеет рейтинг 84 % основанный на 32 отзывах, со средней оценкой 8.2/10. Консенсус критиков на сайте гласит: «Персонажи, с которыми проводит время Флейшман, не самые симпатичные, но сериал исследует их слабости с убедительной проницательностью — и их оживляет потрясающее трио звезд.» На Metacritic средневзвешенная оценка составляет 79 из 100 на основе 24 рецензий, что указывает на «в целом благоприятные отзывы».
Анни Берке из The A.V. Club поставила сериалу оценку A- и сказала: «Эти восемь эпизодов и персонажи в них делают все возможное, и это лучшее в сериале, гораздо лучше, чем у большинства». Ричард Ропер из Chicago Sun-Times поставил сериалу 3 из 4 звезд и написал: «Это чрезвычайно хорошо сыгранный сериал, в котором Айзенберг, Дейнс, Каплан и Броуди играют в меру своих сил и попадают в ноты, которые мы видели в их предыдущих ролях».